# René Sterckx
René Sterckx y Calle (18 januari 1991) is een Belgische voetballer van Spaanse afkomst. Hij staat sinds juli 2018 onder contract bij Eendracht Aalst.

## Carrière

### Jeugd
Sterckx begon in de jeugd van KFC Strombeek. Na enkele jaren maakte hij de overstap naar de jeugd van RSC Anderlecht. Hij raakte tot in het beloftenelftal van trainer Johan Walem, die hem een van de meeste talentrijke spelers van zijn team noemde. Door een knieblessure miste Sterckx bij de beloften een groot deel van het seizoen 2009/10. In de laatste wedstrijd van dat seizoen veroverde Anderlecht de titel op het veld van Zulte Waregem. Sterckx scoorde in die wedstrijd het laatste doelpunt.

### Zulte Waregem
Nadien tekende de toen 19-jarige Sterckx een profcontract bij Anderlecht. Een overstap naar het eerste elftal kwam er nog niet. Anderlecht leende hem in de zomer van 2010 uit aan Zulte Waregem. In het elftal van coach Bart De Roover debuteerde hij op 30 juli 2010 in de openingswedstrijd tegen Standard Luik. Door een blessure miste hij een deel van het seizoen. Anderlecht leende hem daarop een extra seizoen uit aan Zulte Waregem.

### Waasland-Beveren
Hoewel trainer John van den Brom hem een potentiële opvolger van aanvoerder Lucas Biglia noemde, leende de club hem in januari 2013 uit aan promovendus Waasland-Beveren.

## Statistieken
| seizoen | club               | land        | competitie             | wed.        | goals       |
| ------- | ------------------ | ----------- | ---------------------- | ----------- | ----------- |
| 2010/11 | RSC Anderlecht     | België      | Jupiler Pro League     | 0           | 0           |
| 2010/11 | → SV Zulte Waregem | België      | Jupiler Pro League     | 10          | 2           |
| 2011/12 | → SV Zulte Waregem | België      | Jupiler Pro League     | 13          | 0           |
| 2012/13 | RSC Anderlecht     | België      | Jupiler Pro League     | 0           | 0           |
| 2012/13 | → Waasland-Beveren | België      | Jupiler Pro League     | 4           | 0           |
| 2013/14 | Waasland-Beveren   | België      | Jupiler Pro League     | 14          | 1           |
| 2014/15 | Zonder club        | Zonder club | Zonder club            | Zonder club | Zonder club |
| 2015/16 | Cercle Brugge      | België      | Proximus League        | 9           | 0           |
| 2016/17 | FCV Dender EH      | België      | Eerste Klasse Amateurs | 15          | 3           |
| 2017/18 | FCV Dender EH      | België      | Eerste Klasse Amateurs | 21          | 3           |
|         |                    |             | Totaal                 | 86          | 9           |